# 汉台区
33°4′24″N 107°1′28″E / 33.07333°N 107.02444°E
汉台区是中国陕西省汉中市所辖的一个市辖区。总面积为556平方公里，常住人口約62万人。

## 行政区划
汉台区下辖8个街道办事处、7个镇：
北关街道、东大街街道、汉中路街道、中山街街道、东关街道、鑫源街道、七里街道、龙江街道、铺镇、武乡镇、河东店镇、宗营镇、老君镇、汉王镇和徐望镇。
2011年，汉中市人民政府向陕西省人民政府申请，调整行政区划。汉台区由7个镇、2个乡、8个街道办事处变为7个镇、8个街道办事处。

## 人口民族
2020年末，汉台区第七次全国人口普查主要数据公报顯示：全区常住人口为618204人。全区常住人口与2010年第六次全国人口普查的534923人相比，增加83281人，增长15.57%。